# Kanton Chalosse Tursan
Chalosse Tursan is een kanton van het Franse departement Landes. Het kanton maakt deel uit van het arrondissement Mont-de-Marsan.
Het werd opgericht bij decreet van 18.2.2014 en is effectief na de departementale verkiezingen op 22.3.2015 met de gemeenten van de kantons Geaune, Hagetmau, Saint-Sever en 1 gemeente van het kanton Mont-de-Marsan-Sud.
Het is 587 km² groot en telt (2013) 25743 inwoners.

## Gemeenten
Het kanton Chalosse Touran omvat de volgende gemeenten:
- Arboucave
- Aubagnan
- Audignon
- Aurice
- Banos
- Bas-Mauco
- Bats
- Castelnau-Tursan
- Castelner
- Cauna
- Cazalis
- Clèdes
- Coudures
- Dumes
- Eyres-Moncube
- Fargues
- Geaune
- Hagetmau (hoofdplaats)
- Haut-Mauco
- Horsarrieu
- Labastide-Chalosse
- Lacajunte
- Lacrabe
- Lauret
- Mant
- Mauries
- Miramont-Sensacq
- Momuy
- Monget
- Monségur
- Montaut
- Montgaillard
- Montsoué
- Morganx
- Payros-Cazautets
- Pécorade
- Peyre
- Philondenx
- Pimbo
- Poudenx
- Puyol-Cazalet
- Sainte-Colombe
- Saint-Cricq-Chalosse
- Saint-Sever
- Samadet
- Sarraziet
- Serres-Gaston
- Serreslous-et-Arribans
- Sorbets
- Urgons